# Giuseppe Torretti
Giuseppe Torretti, auch Torretto (* 29. August 1664 in Pagnano-Asolo; † 13. Dezember 1743 in Venedig) war ein italienischer Bildhauer.
Er arbeitete hauptsächlich in Venedig. Unter anderen schmücken seine Statuen die Kirchen Santa Maria Formosa, Santa Maria Assunta (Gesuiti) und San Stae.

## Werke
- Ausstattung der Schloßkapelle der Villa Manin bei Udine zusammen mit Francesco Bonazza und Pietro Baratta
- Steinstatuen im Oratorium des Cristo Crossifisso gegenüber der ursprünglichen Kathedrale Santa Maria Assunta, Werke im Museo civico in Asolo.
- Holzfigur des heiligen Antonius am rechten Querhausaltar, in der den heiligen Petrus und Paulus geweihten Pfarrkirche von Fratta Polesine.
- Himmelfahrtsgruppe am Giebel der Santa Maria Assunta (Gesuiti) in Venedig
- Reliefs und Statuen an der Fassade der Kirche San Stae in Venedig

Verschiedene andere Werke werden ihm zugeschrieben, so die Statue des Erzengels Michael in der Kirche Santa Maria di Nazareth (Scalzi) in Venedig.

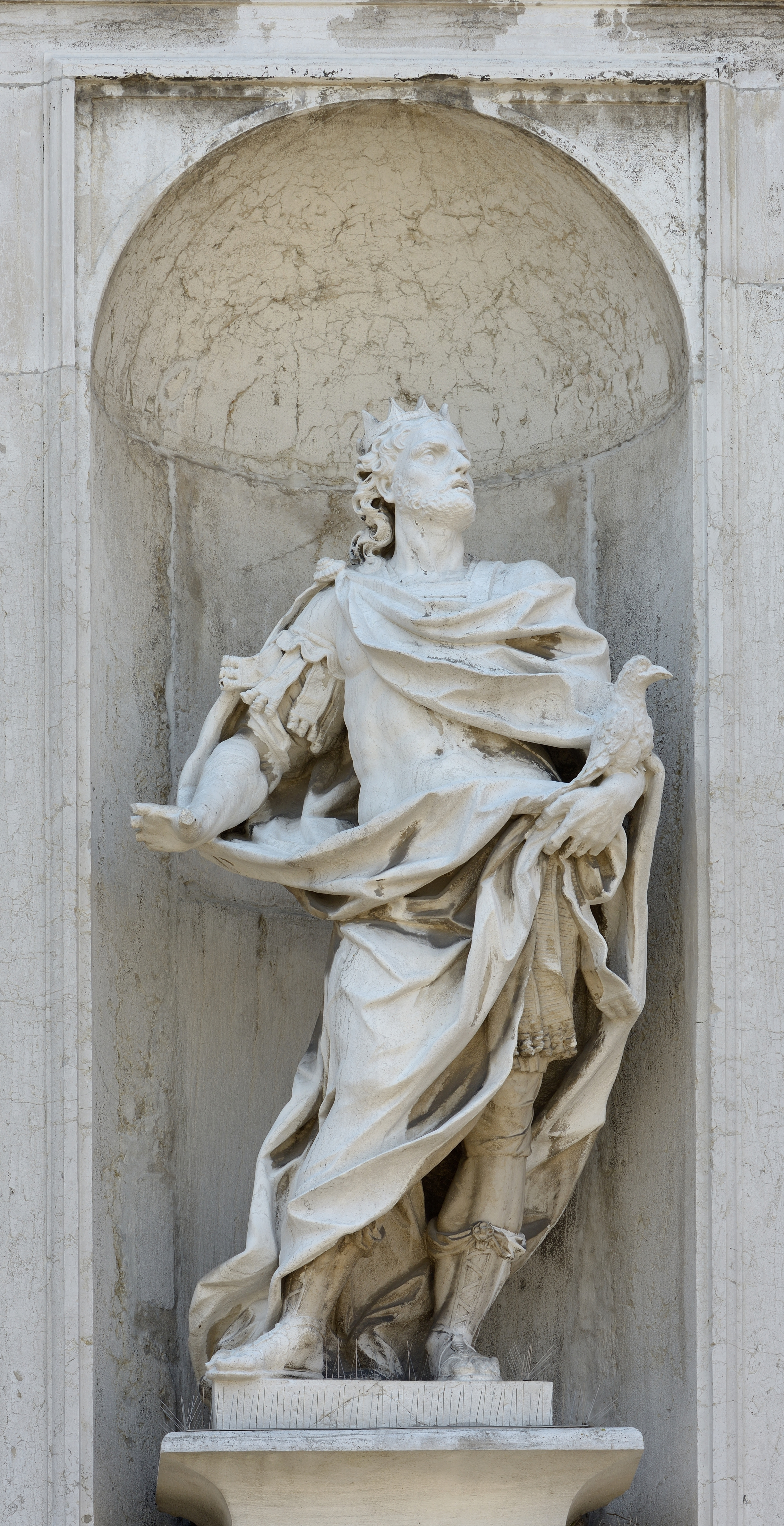
Statue des Heiligen Oswald von Torretti an der Fassade der Kirche San Stae in Venedig
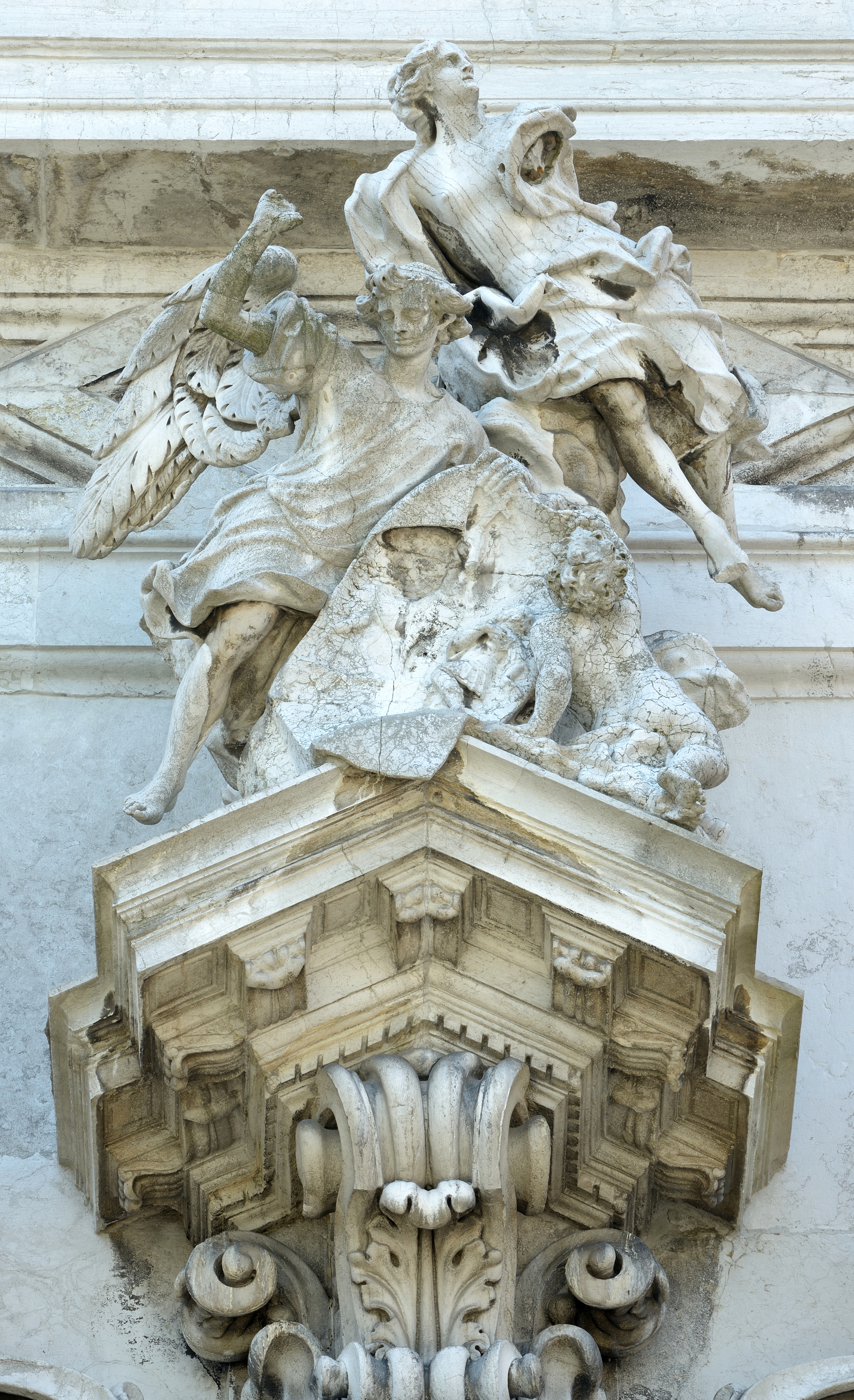
Engel von Torretti an der Fassade der Kirche San Stae in Venedig
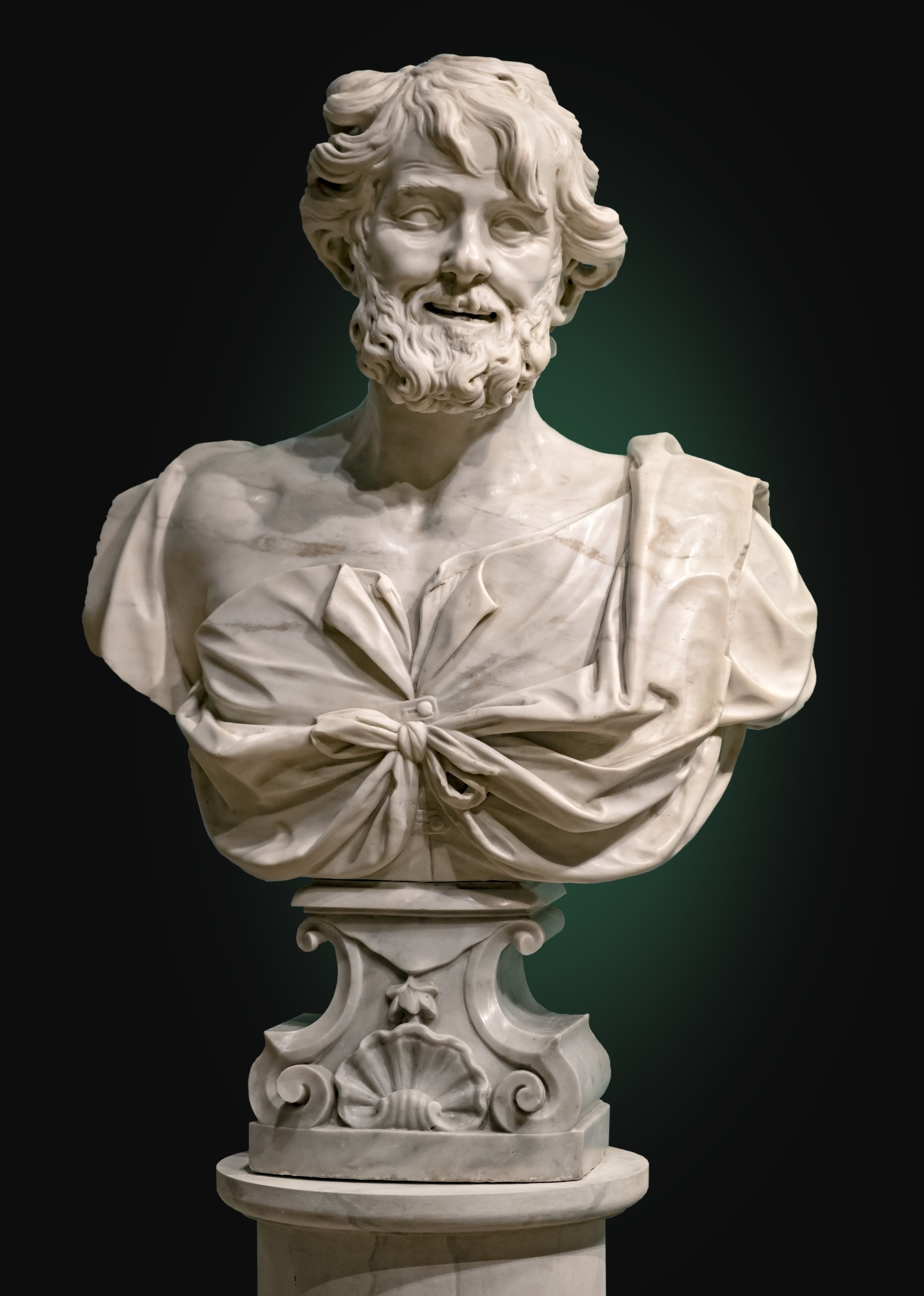
Demokrit, Ca’ Rezzonico
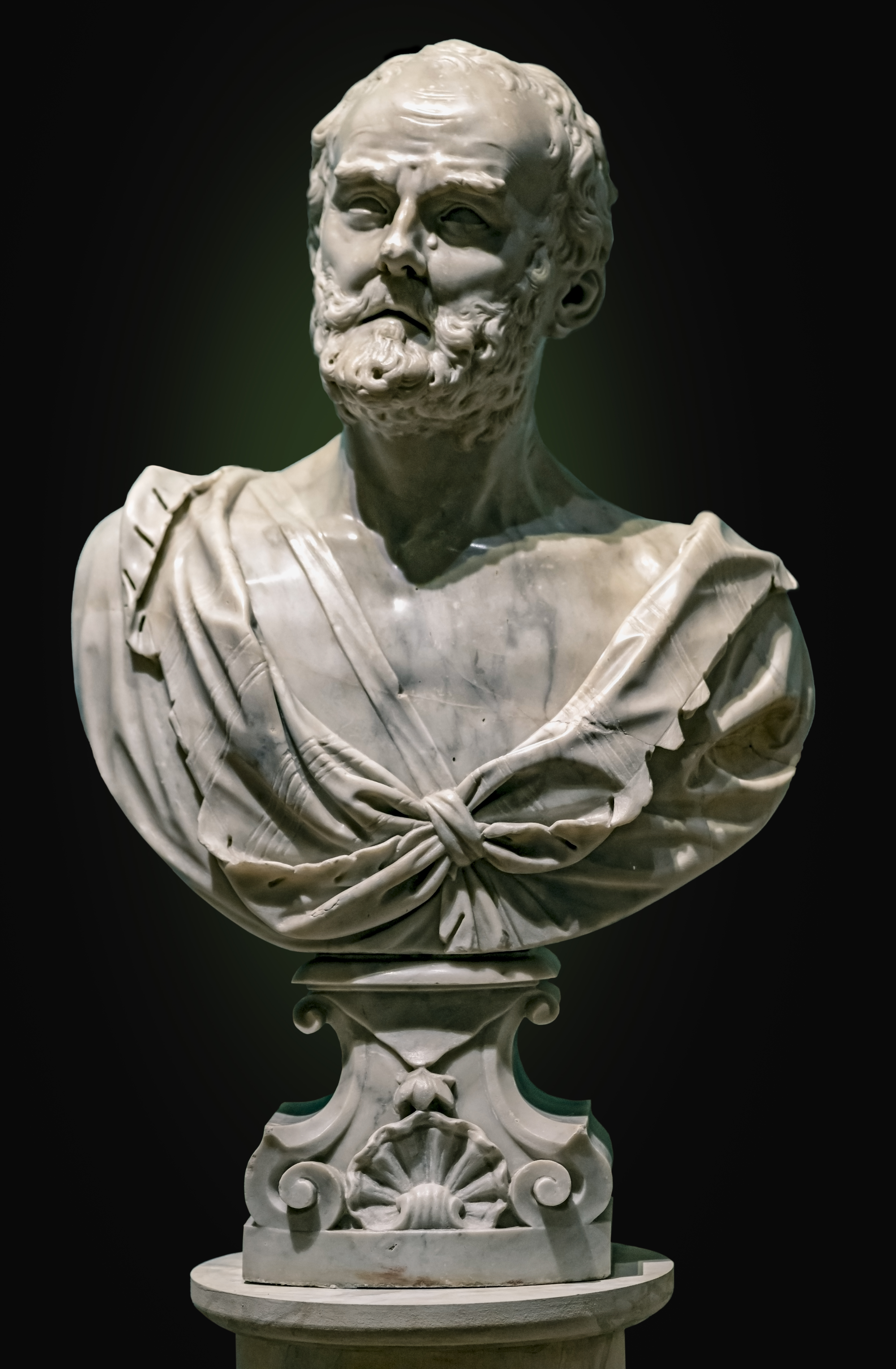
Heraklit, Ca’ Rezzonico